# 孔德 (吉马良斯)
孔德 (吉马良斯)是葡萄牙布拉加区的一个堂区。总面积1.55平方公里，总人口1437人，人口密度927.1人/平方公里。